# Gadila pandionis
Gadila pandionis is een Scaphopodasoort uit de familie van de Gadilidae. De wetenschappelijke naam van de soort is voor het eerst geldig gepubliceerd in 1880 door Verrill & Smith.